# Blücher (1937)
«Блю́хер» (нім. Blücher) — німецький важкий крейсер, один із п'яти крейсерів типу «Адмірал Гіппер», збудований напередодні початку Другої світової війни для Кріґсмаріне Третього Райху. Введений в експлуатацію 20 вересня 1939 р. Крейсер названо на честь прусського генерал-фельдмаршала Гебгарда Блюхера, який вирішив долю битви при Ватерлоо. 9 квітня 1940 р. в ході операції «Везерюбунг» затоплений батареєю берегової оборони в Осло-фіорді.

## Історія

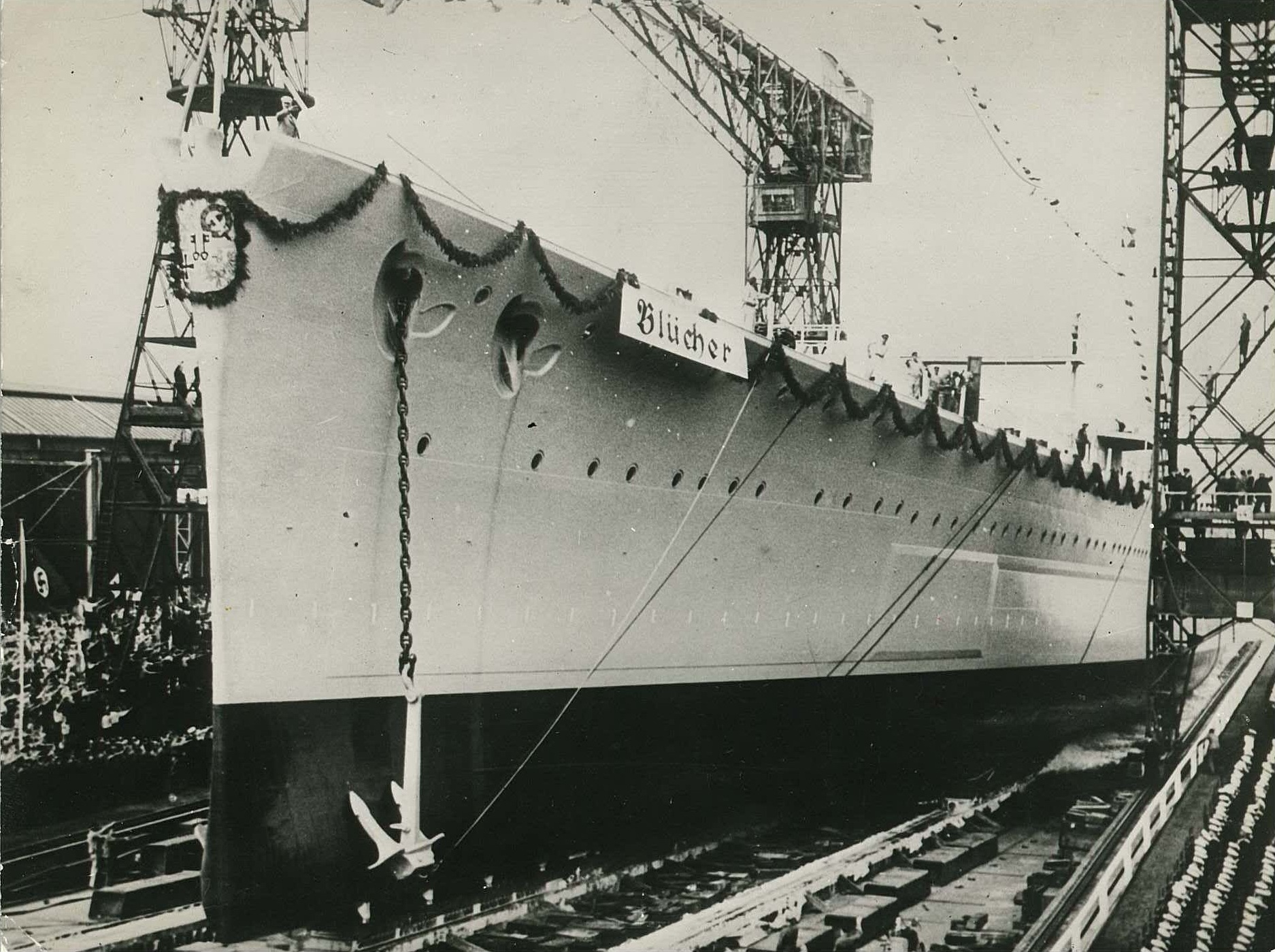
Спуск на воду «Блюхера»

Другий корабель типу «Admiral Hipper» було закладено на корабельні Deutsche Werke в Кілі 15 серпня 1936 року. Крейсер мав два позначення під час проектування: G та Ersatz Berlin.
8 червня 1937 р. відбулась церемонія спуску на воду корабля. Крейсер отримав назву «Blücher» на честь прусського генерал-фельдмаршала Гебгарда Блюхера, який вирішив долю битви при Ватерлоо, та однойменного броненосного крейсера SMS Blücher часів Першої світової війни, що загинув у битві при Доггер-банці.
«Блюхер» офіційно був прийнятий до складу флоту 20 вересня 1939 року. Його командиром було призначено 47-річного капітана цур зеє Генріха Фольдаґа. З вересня до кінця 1939 року на кораблі велись різноманітні роботи із облаштування, доопрацювання та виявлення неполадок.
На відміну від головного корабля типу крейсер отримав так званий «атлантичний» форштевень, що полегшував рух на високій швидкості при неспокійному морі.
7 січня 1940 року «Блюхер» покинув корабельню, однак він не був повіністю готовий до ведення бойових дій. 8 січня корабель прибуває до східної Балтики, де він міг би безпечно провести різноманітні випробування та пробні стрільби. З 9 по 15 січня крейсер пройшов лише ходові випробування, оскільки через негоду та сильне зледеніння провести навчальні стрільби було неможливо. За три дні «Блюхер» повертається до Кілю, де пробуде до квітня 1940 року.

### Операція «Везерюбунг»
Для операції «Везерюбунг» були необхідні всі сили військово-морського флоту, тому Верховне головнокомандування Кріґсмаріне також включило «Блюхер» до списку учасників операції. З'єднання 5, до якого входили, окрім «Блюхера», важкий крейсер «Лютцов», легкий крейсер «Емден», декілька міноносців, 3 торпедних човни і 7 катерів, мало висадити десант, захопити столицю Норвегії та взяти в полон королівську сім'ю.
6 квітня 1940 року на борт крейсера «Блюхер» піднявся командувач групи «Осло» Оскар Кумметц і зробив його своїм флагманом. Корабель вирушив в Свінемюнде. На борту крейсера знаходились 830 військовослужбовців, з яких 600 складали частини 163-ї піхотної дивізії, а решта — службовці штабів та Гестапо. Також на борту перебували генерал-майори Енгельбрехт та Штуссман. Оскільки в погрібах боєзапасу знаходилась численна кількість навчальних снарядів, а часу на їхнє розвантаження не було, то у всіх штатних сховищах знаходились боєприпаси, заряди та патрони. Через нестачу місця під броньовою палубою всі армійські вантаж були розміщені прямо на верхній палубі.
7 квітня 1940 року «Блюхер» та «Емден» разом з декількома міноносцями залишили Свінемюнде та направились до Кілю, щоб зустрітись з рештою кораблів групи вторгнення. Звідти з'єднання рушило в напрямку норвелької столиці.
На шляху в Осло кораблі двічі були поміченими британськими субмаринами HMS Trition та HMS Sunfish. Першій вдалось вийти на торпедну атаку на «Блюхер», однак той благополучно ухилився віх торпеди. В ніч з 7 на 8 квітня ескадра увійшла до Осло-фіорду. При вході з'єднання було помічене норвельким патрульним кораблем, який був швидко захоплений міноносцем «Альбатрос».
Ескадрі необхідно було пройти близько 100 км по вузькому Осло-фіорду та подолати 2 укріпрайони, до складу яких входили по батареї важкої артилерії та декілька більш легких артилерійських батарей. Після входження кораблів до фіорду у ньому відключили навігаційні вогні, через що швидкість кораблів складала 7 вузлів. У найбільш вузькому місці (1200—1400 м, судохідно до 700 м) розташовувалась фортеця ХІХ ст. Оскарборг озброєна трьома 280-мм гарматами, батареєю 150-мм гармат (усі 1893 року виготовлення компанії Krupp).

### Загибель

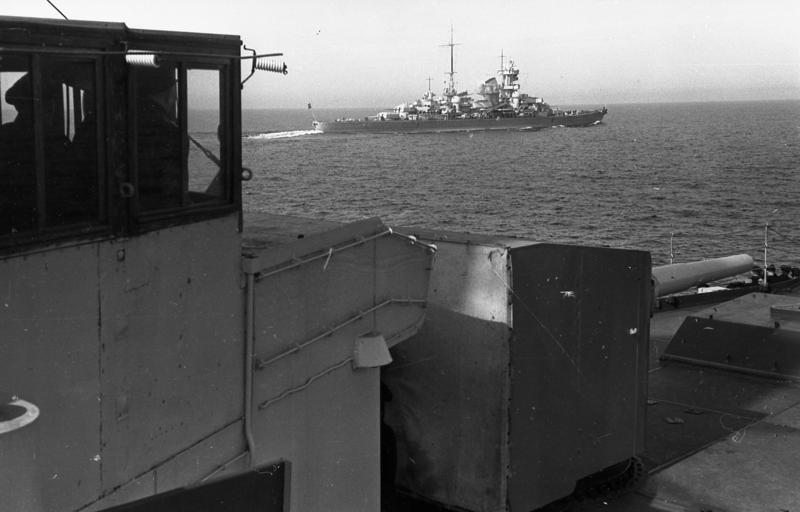
«Блюхер» на шляху до Норвегії. Вид з крейсера «Емден»

Схема руху крейсера у Осло-фіорді

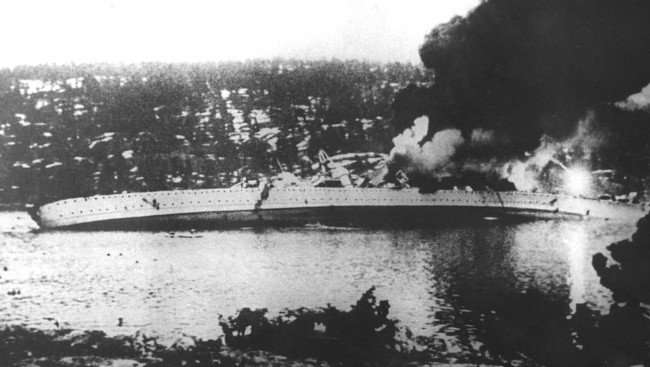
Загибель крейсера «Блюхер»

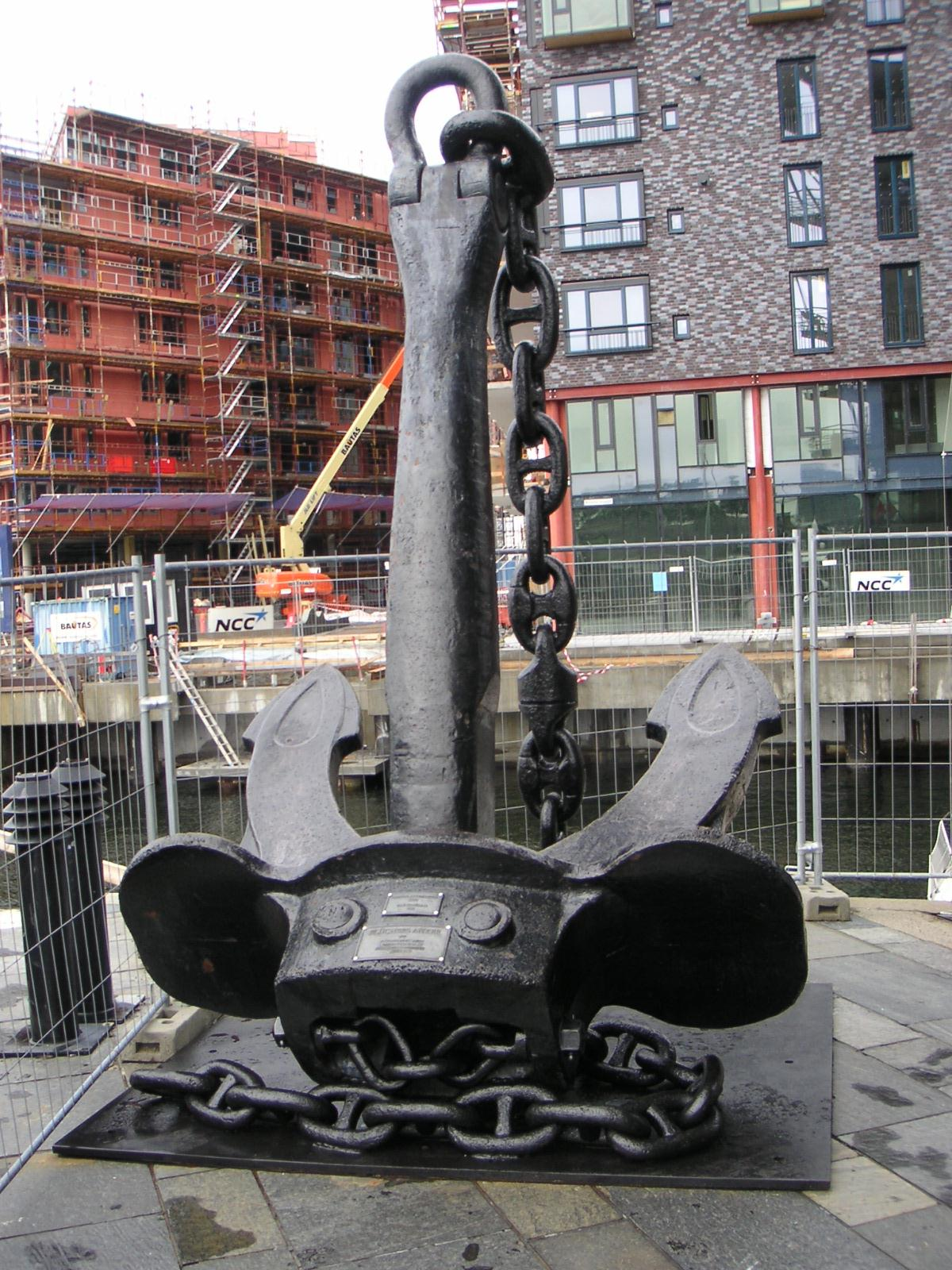
Якір «Блюхера» в Осло

Комендант фортеці Оскарборг, полковник Біргер Еріксен самостійно наказав відкрити вогонь по кораблях на відстані 1700 м. Через малу ширину протоки весь вогонь спрямували на «Блюхер», у який попали 2 набої 280-мм гармат. Перший залп 280-мм гармат пошкодив командний пункт зенітної артилерії. З двох бортів крейсера розпочалась безладна стрільба по сторонах із зенітної артилерії, через що від вібрації було затруднене прицілювання головним калібром по фортеці. Другий 280-мм набій потрапив у ангар літаків, де розпочалась пожежа і почали вибухати боєприпаси, що там зберігались для десанту. З 600 м з берега вдарила батарея 150-мм гармат і з 25 пострілів 15 набоїв пошкодили артилерію правого борту, центральну частину крейсера. «Блюхер» почав розвертатись і отримав два торпедних влучання, від яких через малу ширину фіорду вночі неможливо було ухилитись. Торпеди потрапили у машинне відділення, пошкодивши водонепроникні перебірки. Через відсутність електропостачання не працювали помпи. Командування перейняв «Лютцов», намагаючись подавити вогонь батарей (отримав 3 влучання).
В результаті влучань по кораблю в центральній частині корабля спалахнула пожежа через детонацію боєприпасів на борту крейсера. За борт намагались викинути боєприпаси десанту, якими заповнили палуби корабля. Корабель втратив хід, а після серйозного вибуху в погребі 105-мм боєприпасів поширення води по відсіках стало неконтрольованим, різко збільшуючи крен корабля. Біля 7 години капітан «Блюхера» наказав покинути крейсер, однак з одного борту шлюпки вже було неможливо спустити, не вистачало рятувальних жилетів, плотів для десанту. Близько 7:30 палаючий «Блюхер» перевернувся на бік і став повільно занурюватись у воду носом вперед. Крейсер затонув на глибині 90 м; після занурення, за свідченнями очевидців, пролунало декілька підводних вибухів.
Загибель крейсера «Блюхер» була найбільшою втратою збройних сил Третього Рейху під час захоплення Норвегії. Втрати оцінюють від 125 моряків і 195 десантників до 600 загиблих моряків і солдатів. З крейсера вдалось врятувати 38 офіцерів, 985 матросів та 538 солдат та офіцерів армії.
1953 року з корабля було піднято гвинти та два якорі, а з 1963 року неодноразово пропонувалось підняти корабель, однак це так і не було здійснено.
У 1996 році з решток крейсера було відкачано близько 1600 т машинної оливи. Тоді ж було піднято літак Arado Ar 196, виставлений у музеї міста Ставангер.